# Cora terminalis
Cora terminalis är en trollsländeart som beskrevs av Robert McLachlan 1878.
Cora terminalis ingår i släktet Cora och familjen Polythoridae. Inga underarter finns listade i Catalogue of Life.